# Шароц
Шароц (вірм. շարոց солодкий суджух/шуджух) — вірменський десерт, солодощі, нагадує грузинську чурчхелу. Традиційна назва «шароц» зустрічається все рідше. У Вірменії все частіше її називають солодким суджухом. У прикордонній з Грузією Лорійської області превалює грузинська назва — «чурчхела». Шароц є обов'язковим атрибутом вірменського новорічного столу.

## Приготування
Готується з увареного виноградного сусла (дошаб), борошна, води, цукру, волоських горіхів і спецій. У домашніх умовах сьогодні все частіше готується з виноградного соку, увареного і загущенного борошном. Суміш варять на маленькому вогні, безупинно помішуючи. Після утворення желеподібної маси (шпот) в неї кілька разів вмочують зв'язки горіхів. Висушують протягом 10-12 днів.
Особливістю приготування, що впливає на смак шароца, є обробка виноградного сусла бентонітом, витримка і проціджування  . У традиційному рецепті свіже виноградне сусло проціджують через марлю і для нейтралізації кислот замість бентоніту обробляється землею. Кращою вважається аштаракська земля, яка називається дошабною. Її підсушують на вогні, охолоджують, просіюють і відразу ж використовують . Шароц виходить м'якше чурчхели. Крім цього, відмінність від чурчхели полягає у використанні суміші трьох прянощів: кориці, гвоздики і кардамону.